# خوسيه ميغيل بيريز (مبارز)
خوسيه ميغيل بيريز (مواليد 7 يونيو 1938) هو مبارز بالسيف من بورتوريكو، مثّل بلاده في الألعاب الأولمبية الصيفية 1968.

## روابط رياضية
خوسيه ميغيل بيريز على موقع أوليمبيديا (الإنجليزية)